# Tchibilia
Tchibilia (en russe : Чибиля, en altaï méridional : Чибилӱ , Çibilü, épicéa, lieu où poussent les épicéas) est un village du raïon d'Oulagan dans la république de l'Altaï en Russie. Il fait partie de l'établissement rural de Tchibilia, dont il en le chef-lieu. Sa population s'élevait à 750 habitants au recensement de 2021.

## Géographie
Le village de Tchibilia se situe dans la république de l'Altaï, une république de Sibérie méridionale, en Russie. Il fait partie du district fédéral sibérien, et le village fait partie du raïon d'Oulagan, un raïons de la république du sud-est, qui compte 13 localités, avec Oulagan comme centre administratif.
Tchibilia, comme toute la république de l'Altaï, est située dans le fuseau horaire MSK+4 (heure de Krasnoïarsk). Le décalage horaire appliqué par rapport au temps universel coordonné est +07:00. Il fait partie de l'établissement rural de Tchibilia, dont il en le chef-lieu. L'autre village de cette municipalité est Kara-Koudiour.
Le village est situé dans la partie orientale de la république de l'Altaï, à côté du centre régional, le village d'Oulagan, par l'ouest. La rivière Bachkaous traverse le village.

## Histoire
D'après liste des lieux peuplés du territoire sibérien de 1928, le village a été fondé en 1770.

## Démographie
Recensements (*) et estimations de la population,,:
| 2002* | 2010* | 2012 | 2013 |
| ----- | ----- | ---- | ---- |
| 642   | 672   | 653  | 654  |

| 2014 | 2015 | 2016 | 2021* |
| ---- | ---- | ---- | ----- |
| 660  | 670  | 699  | 750   |

En 2002, sur les 642 habitants, il y avait 95 % d'Altaïens.

## Transports
La route d'Oulagan dessert le village, qui est une route russe qui relie la rive sud du Teletskoïe à la route fédérale R256 à Aktach.